# Ernesto Pires (cantor)
Ernesto Pires de Lima Neto (Rio de Janeiro, 31 de janeiro de 1957) é um cantor e compositor brasileiro. De estilo que incorpora o samba, Ernesto tem carreira musical com parcerias e apresentações ao lado de sambistas como Wilson Moreira, Monarco, Dona Ivone Lara, Nelson Sargento, Arlindo Cruz, entre outros.
Lançou em 200, pela Rob Digital, seu primeiro CD, Novos Quilombos, no Teatro Rival, Rio de Janeiro. Seu segundo CD, Mestiço, lançado em 2010 no Teatro Rival Petrobras, conta com participação de Délcio Carvalho, Ratinho, Sérgio Fonseca, Sérgio Natureza e Toninho Nascimento. A produção do CD ficou por conta do João de Aquino.